# Канариум филиппинский
Канариум филиппинский (лат. Canarium ovatum) — вид древовидных растений из рода Канариум (Canarium) семейства Бурзеровые (Burseraceae), родом с Филиппин, где он широко культивируется в коммерческом масштабе ради семян со съедобными ядрами, которые называют „орехами пили“ (англ. pili nut). Выращивается также в различных странах Юго-Восточной Азии.

## Описание
Канариум филиппинский — вечнозелёное двудомное дерево, достигающее, в среднем, 20 метров в высоту. Листья перистосложные, с 5—9 овальными или яйцевидными с вытянутой заострённой верхушкой листочками. Листовые пластинки гладкие, блестящие, с цельным краем. У основания черешков имеются два треугольных прилистника.
Цветки с 3-листной чашечкой и 3-лепестковым венчиком, светлого коричневато-желтоватого цвета, собраны в плотные метёлки, расположенные на верхушках побегов или в пазухах листьев.
Плод — конусовидная костянка 4—7 см длиной, 2,3—3,8 см шириной, массой 15,7—45,7 г, с гладкой тонкой кожицей, становящейся красно-чёрной при созревании. Мякоть плода плотная, волокнистая, с вяжущим вкусом. Косточка коричневая, веретеновидная, с твёрдой толстой скорлупой, внутри содержит белое плотное ядро с приятным ореховым вкусом. Оно содержит 7 % углеводов, 11,5 % белков и 70 % жиров.
У некоторых деревьев ядра могут быть волокнистыми, горькими, издающими выраженный запах скипидара.

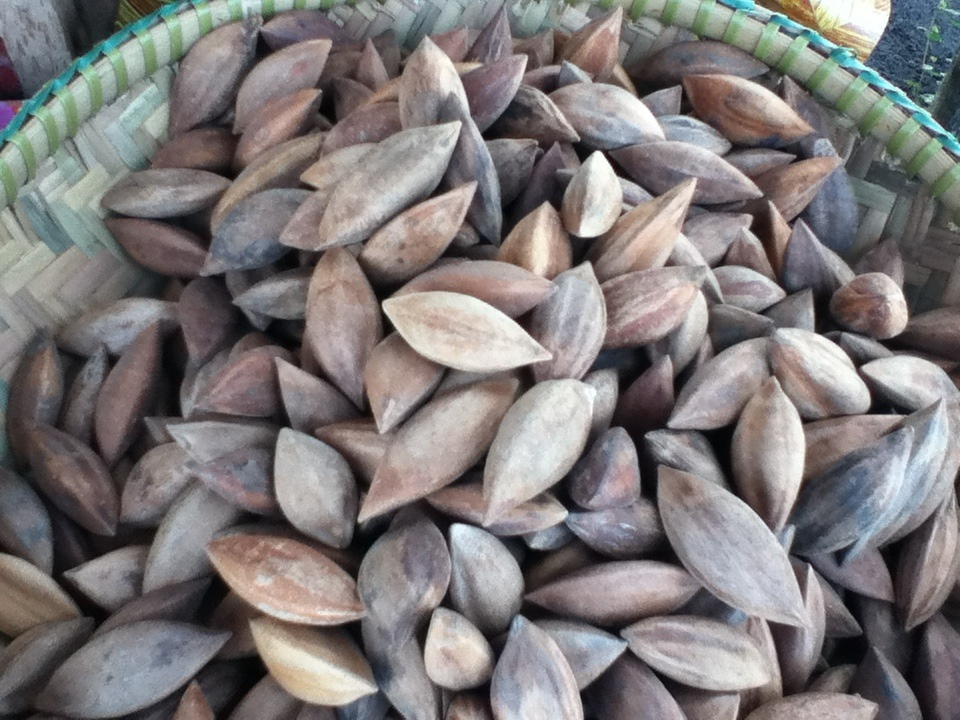
Семена канариума филиппинского

## Применение
Ядра орехов пили едят сырыми или поджаренными, добавляют в выпечку и различные блюда. Околоплодник съедобен в варёном виде, кроме того, из него получают масло, применяемое в кулинарии, в производстве мыла и как горючее для масляных ламп. Молодые листья и побеги используют в салаты. Скорлупа от косточек — хороший горючий материал. Из повреждённой коры растения выделяется смола, которую собирают и используют в различных хозяйственных целях.